# Baruch de Digne
Pour les articles homonymes, voir Baruch.
Baruch de Digne est un rabbin du centre de la France vers la fin du XIIIe siècle et le début du XIVe, surnommé Ha-Gadol (le grand) dans la responsa d'Isaac de Lattes. 

## Sa vie
Il effectue ses premières études en Provence. Là, en 1305, une discussion animée et amère entre Baruch et son maitre Isaac Cohen de Manosque dégénère. Se sentant offensé dans sa dignité, Baruch répond avec violence. Pour se venger, Isaac Cohen prononce à l'égard de Baruch une sentence d'excommunication, mais celui-ci refuse de s'y soumettre. L'anathème est condamné par de nombreux rabbins et jugé injustifiable, car fondé sur des motifs personnels.
Une vive controverse surgit alors entre les différents érudits de la Provence. Le rabbin Salomon ben Aderet se déclare contre Baruch et pour l'excommunication. À l'inverse, les rabbins : Yekoutiel ben Salomon de Montpellier, Meïr ben Isaiah de Lunel, Néhémie ben Shealtiel d'Avignon, Joseph Samuel ben Abraham d'Aix, David ben Samuel d'Estella, Abraham ben Isaac de Carpentras, Salomon ben Judah, ainsi que l'ensemble du collège rabbinique d'Arles, se prononcent en faveur de Baruch. 
Malgré ses supports, Baruch est obligé de quitter Digne et décide de s'installer dans le centre de la France comme l'indique Isaac de Lattes dans sa responsa. On suppose qu'il s'installe alors à Buzeins, une ancienne commune du département de l'Aveyron, et qu'il est le Baruch de Buzeins qui correspondait avec Eliezer ben Joseph de Chinon et Simon ben Isaac de Rodez.